# Vigo
 For alternative betydninger, se Vigo (flertydig). (Se også artikler, som begynder med Vigo)
Vigo er en by beliggende i provinsen Pontevedra i Galicien i det nordvestlige Spanien.